# Kanton Asnières-sur-Seine
Der Kanton Asnières-sur-Seine ist seit 2015 ein französischer Kanton im Arrondissement Nanterre, im Département Hauts-de-Seine und in der Region Île-de-France. Sein Hauptort ist die gleichnamige Stadt Asnières-sur-Seine. 

## Gemeinde
Zum Kanton Asnières-sur-Seine gehört der südwestliche Teil der Gemeinde Asnières-sur-Seine.